# Nikolaj Cikura
Svatý Nikolaj Cikura († 5. únorajul./ 18. února 1918greg., Omsk) byl monach/poslušník ruské pravoslavné církve a mučedník.
Sloužil jako oikonomos (ikonom - starající se o hospodaření) biskupského domu v Omsku za biskupa Silvestra (Olševského).
Dne 18. února 1918 přišli zatknout biskupa Silvestra a vůdce ozbrojeného oddílu bezdůvodně vystřelil z revolveru a zabil Nikolaje, který stál stranou.
Více informací o něm není známo.
Dne 20. srpna 2000 jej Ruská pravoslavná církev svatořečila jako mučedníka a byl zařazen mezi Sbor všech novomučedníků a vyznavačů ruských.
Jeho svátek je připomínán 18. února (5. února – juliánský kalendář).